# Klosterkirche St. Johannes Baptist (Geseke)

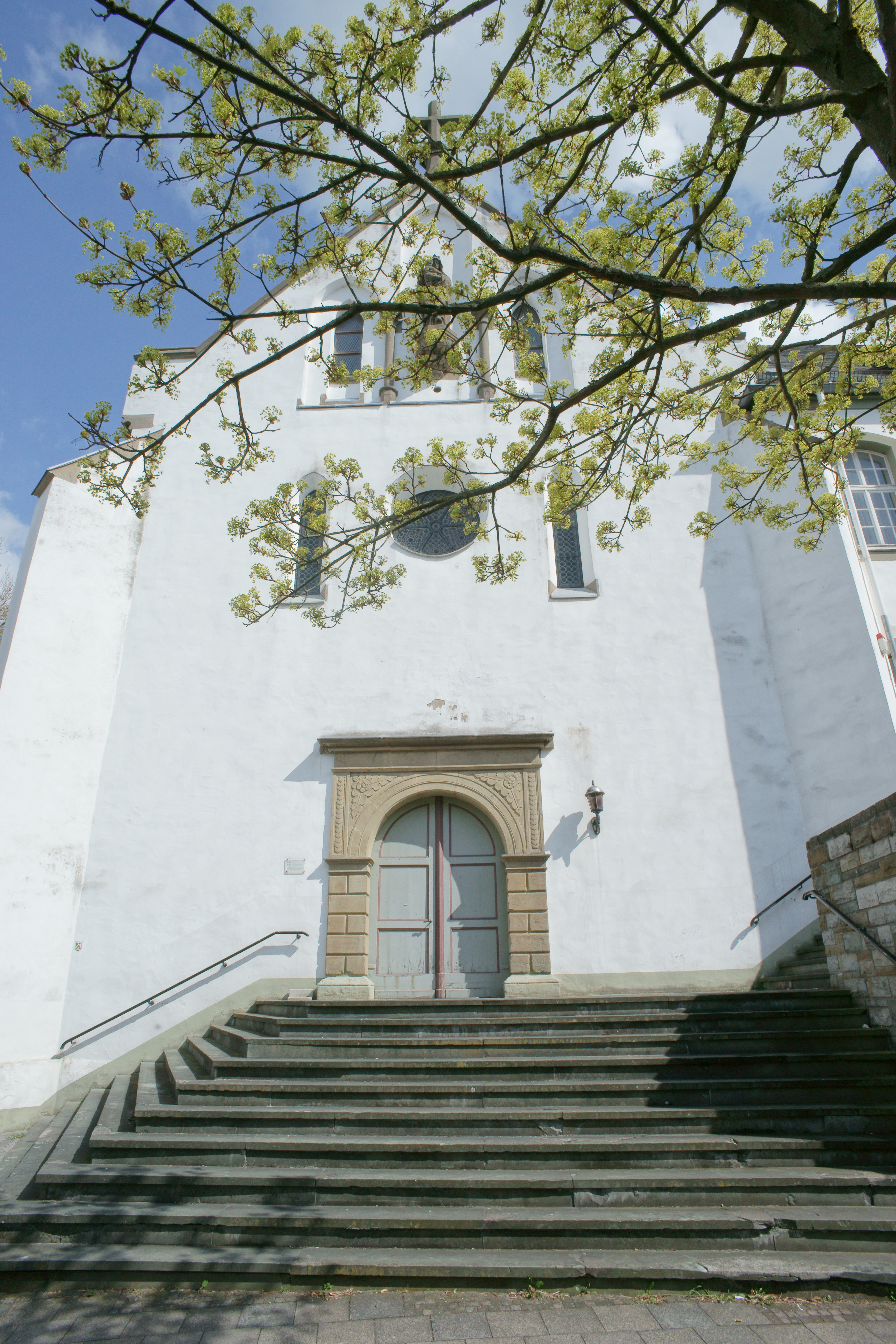
Klosterkirche St. Johannes Baptist

Die Klosterkirche St. Johannes Baptist ist ein denkmalgeschütztes Kirchengebäude in Geseke im Kreis Soest (Nordrhein-Westfalen). Die Kirche gehörte zum 1822 aufgehobenen Franziskanerkloster, das seit 1841 als Pflegeanstalt genutzt wurde. Die Anstalt zog 1911 in einen Neubau, die Klosterkirche gehört und seit dem Ende des 20. Jahrhunderts zur Westfälischen Landesklinik.

## Geschichte
In den unsicheren Zeiten des Dreißigjährigen Krieges wurde mit Genehmigung des Erzbischofs von Köln, Ferdinand von Bayern, in Geseke ein neues Kloster gegründet, um den katholischen Glauben in der Gegend zu erneuern und zu vertiefen. Die Stadtverwaltung machte zur Bedingung, dass die Franziskaner ein Gymnasium in der Stadt gründen. Das Spendensammeln von Haus zu Haus sollte auf einen Tag im Jahr begrenzt sein. Bis zur Fertigstellung des Rohbaus vergingen wegen der wirtschaftlich schlechten Zeiten sechs Jahre. Die Komplettierung der Inneneinrichtung dauerte Jahrzehnte. Die Spende einer adeligen Frau beschleunigte die Fertigstellung. Abt Gregor von Liesborn konsekrierte 1712 die Kirche und die Altäre.

## Architektur
Der Saal zu fünf Jochen entstand 1668–1674 für das 1637 gegründete Kloster. Der Bau in gotisierenden Formen ist mit einem Dachreiter bekrönt und besitzt einen flachen 3/8-Schluss. Die Wände sind durch spitzbogige Fenster zwischen Strebepfeilern gegliedert. Das rundbogige Westportal in Werksteinrahmung stammt aus der Bauzeit, die Pilaster sind gegliedert. Die spitzbogigen Blenden des Giebels sind Arbeiten des 19. Jahrhunderts. 
Im Innenraum ruhen flache Kreuzgratgewölbe über rechteckigen Wandvorlagen. Der Chorraum wird wegen des direkten Anbaus an das Kloster nur von einer Seite belichtet, so ist seine Helligkeit begrenzt. Hohe Flügeltore grenzen den Brüderchor von der Laienkirche ab. Der in der Barockzeit gewollte freie Blick auf den Altar ist nur noch eingeschränkt möglich. Trotzdem stellt die Inneneinrichtung ein geschlossenes Ganzes dar.

## Ausstattung
Die bemerkenswerte Ausstattung des Spätbarock ist weitgehend erhalten und wurde 1966–1968 umfangreich restauriert.

### Hochaltar
Der Hochaltar ist weiß und gold illuminiert, der Tabernakel hellblau gefasst. Die hohen Säulen sind gestaffelt. Rechts und links von dem Gemälde im Hauptgeschoss stehen Figuren des Franz von Assisi und Johannes d. T., die Bernhard Hense aus Rüthen geschnitzt hat. Franziskus setzt seinen Fuß auf eine Weltkugel. Hinter den vorderen Auszügen stehen auf zurückspringenden Podesten Figuren der Heiligen Josef mit Jesus auf dem Arm und des Johannes Nepomuk. Das zentrale Gemälde entstand in der Malwerkstatt von Hinrich und Josef Stratmann aus Anröchte, es zeigt die Heilige Nacht und gilt als charakteristische Arbeit der Barockkunst. Im Auszug wird eine plastische Gruppe mit der Darstellung der Marienkrönung gezeigt, darüber die Trinität, umgeben von einem Strahlenkranz und einem Kranz von Cheruben begleitet.

### Seitenaltäre
Die Seitenaltäre sind mit weißen Säulen ausgestattet, der Sockel und das Gebälk sind schwarz marmoriert. Sie verdecken das Chorgestühl, beide Altäre sind bis in die Details symmetrisch gearbeitet. Die Darstellung der Engel erfolgt im Stil barocker Frömmigkeit. 
Der Aufsatz des Marienaltars links zeigt eine Darstellung der Verkündigung Mariens, die zentralen Gestalten werden von einem Reigen barocker Engel begleitet. Zwischen den Säulen stehen lebensgroße Figuren der Heiligen Klara von Assisi – sie trägt eine Monstranz – und der Heiligen Elisabeth von Thüringen, zu ihren Füßen liegt ein um Almosen bittender Armer. 
Das Gemälde im Antoniusaltar rechts zeigt den Antonius, wie ihm Maria mit dem kleinen Jesus erscheint. Die beiden Figuren zwischen den Säulen sind Bernhardin von Siena und Paschalis Baylon, zwei heilige Franziskaner. Die Antependien beider Altäre sind mit franziskanischen Motiven bemalt.

### Kanzel
Die Kanzel wurde an der Mitte der fensterlosen Wand im Längsschiff angebracht und stammt von mehreren bekannten Künstlern: Die Figuren und den ausladenden Überbau schnitzte Johann Phillipp Pütt aus Paderborn. Die akanthusgeschmückten Felder am Kanzelkorb sind mit Brustbildern der vier Evangelisten gefüllt. Die Evangelisten zeigen je ein Buch und ein Tintenfass, die üblichen Symbole Adler, Mensch, Löwe und Stier sind klein und teilweise verdeckt zu sehen. Auf dem Kanzeldeckel stehen große Figuren der vier Kirchenväter: Hieronymus mit einem Totenkopf und einem Löwen, Augustinus mit einem Herz in der Hand, Papst Gregor der Große, gekrönt mit einer Tiara, und Ambrosius; ergänzt wird die Figurengruppe von Bonaventura, der einen Kardinalshut trägt. Eine auf einem Podest stehende Christusfigur überragt den Kanzelkorb. Christus wird als Guter Hirte gezeigt, er ist mit einem Stab, einer Hirtentasche und einem Hut ausgestattet. Auf seiner Schulter trägt er ein Lamm. Zwischen dem Deckel und dem Korb ist auf der Rückwand ein großes Monogramm IHS mit einem Kreuz und Nägeln angebracht. Der Kanzelboden ist mit Engelsköpfen verziert.

### Sonstige Ausstattung
- Die geschnitzten Bänke des Kirchenschiffes sind durch eine Kommunionbank von den Altären abgegrenzt.
- Die ursprüngliche Orgel baute Johann Peter Möller aus Lippstadt 1742 ein, durch die Säkularisation ging sie verloren.
- Das geschnitzte Chorgestühl aus Eiche wurde 1703 von der Klosterkirche Böddeken übernommen.[3]

## Ehemaliges Klostergebäude
Die Anlage des dreiflügeligen ehemaligen Klostergebäudes wurde im Laufe der Jahre mehrfach umgebaut. Einige originale Stuckdecken sind erhalten.